# Internationaler Flughafen Yogyakarta

i7
i11
i13
Der Internationale Flughafen Yogyakarta (indonesisch Bandar Udara Internasional Yogyakarta, javanisch ꦥꦥꦤ꧀ꦄꦁꦒꦼꦒꦤꦆꦤ꧀ꦠꦼꦂꦤꦱꦶꦪꦺꦴꦤꦭ꧀ꦔꦪꦺꦴꦒꦾꦏꦂꦠ, IATA-Code: YIA, ICAO-Code: WAHI) liegt etwa 35 km südwestlich von Yogyakarta auf der indonesischen Insel Java. Vom Internationalen Flughafen Yogyakarta werden sowohl nationale Ziele als auch solche in Malaysia und Singapur angeflogen.

## Verkehrsanbindung
Der Flughafen ist mit Stadtbussen (Damri) erreichbar. Der etwa 7 km vom Flughafen entfernt liegende Bahnhof „Wojo“ wird vom Stadtzentrum aus von Zügen angefahren.

## Geschichte
Im Mai 2019 landete das erste Flugzeug auf dem neugebauten Flughafen, im März 2020 wurde er schließlich vollständig in Betrieb genommen. Er ersetzt damit weitgehend den Flughafen Adisucipto, den vorherigen Hauptflughafen der Stadt, da dieser durch seine Lage inmitten bebauten Gebietes nicht mehr erweitert werden konnte.
Da der Flughafen in einer erdbebengefährdeten Region liegt, wurde er erdbebensicher gebaut. Er soll Erdbeben bis zu einer Stärke von 8,8 auf der Richter-Skala überstehen und ist mit Maßnahmen gegen Tsunamis versehen. Im Jahr 2006 hatte der Flughafen Adisucipto bei einem Erdbeben schwere Schäden genommen.